# Xyletobius euops
Xyletobius euops är en skalbaggsart som beskrevs av Perkins 1910. Xyletobius euops ingår i släktet Xyletobius och familjen trägnagare. Inga underarter finns listade i Catalogue of Life.